# Église du Sacré-Cœur de Bolzano
Pour les articles homonymes, voir Église du Sacré-Cœur.

L’église du Sacré-Cœur (en italien Chiesa del Sacro Cuore, en allemand Herz-Jesu-Kirche) est une église baroque située dans le centre de Bolzano, dans le Trentin-Haut-Adige, en Italie. Elle dépend du diocèse de Bolzano-Bressanone.

## Histoire
L’église a été édifiée par la congrégation du Très-Saint-Sacrement de 1897 à 1899.

## Galerie photographique

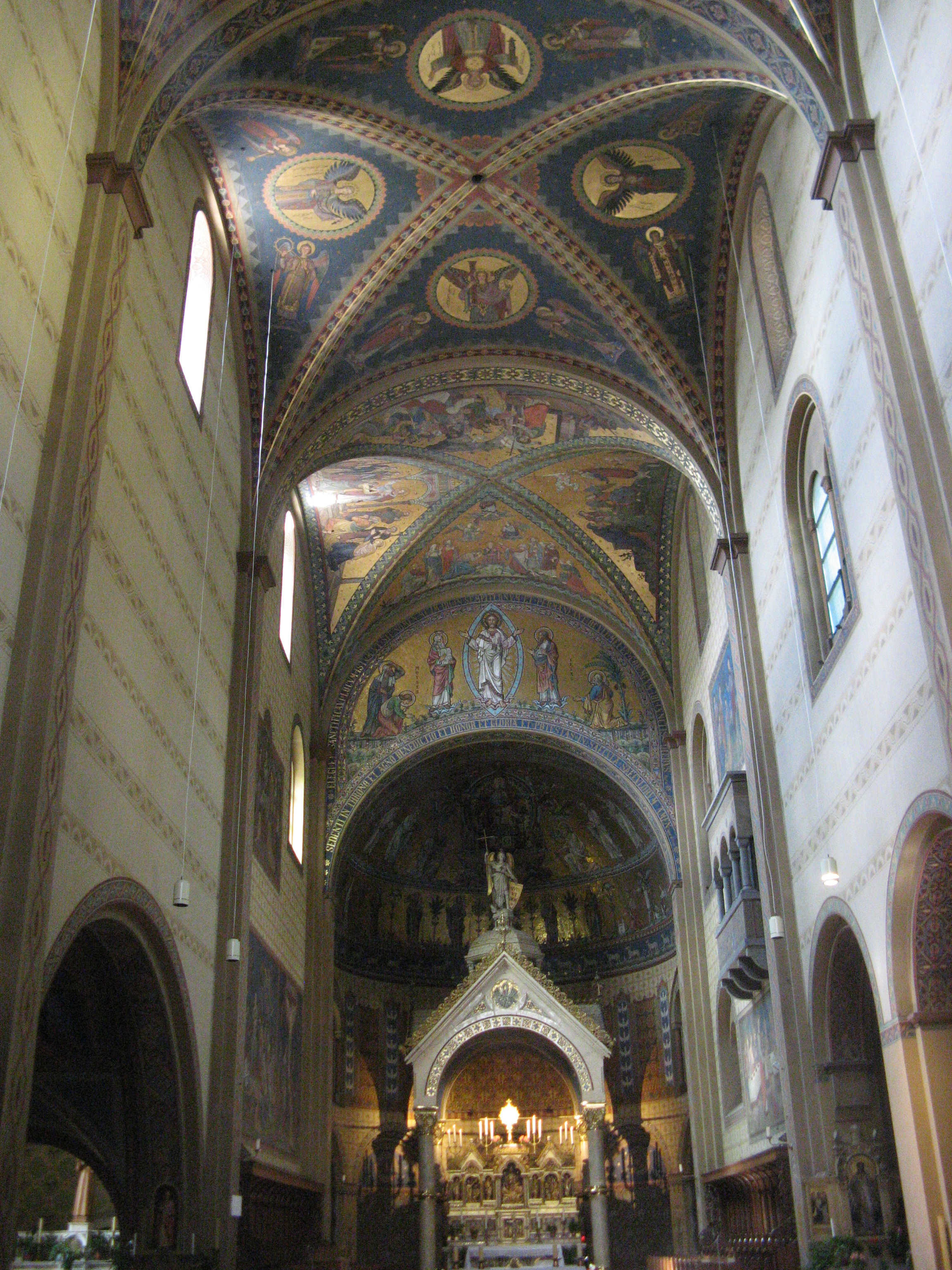
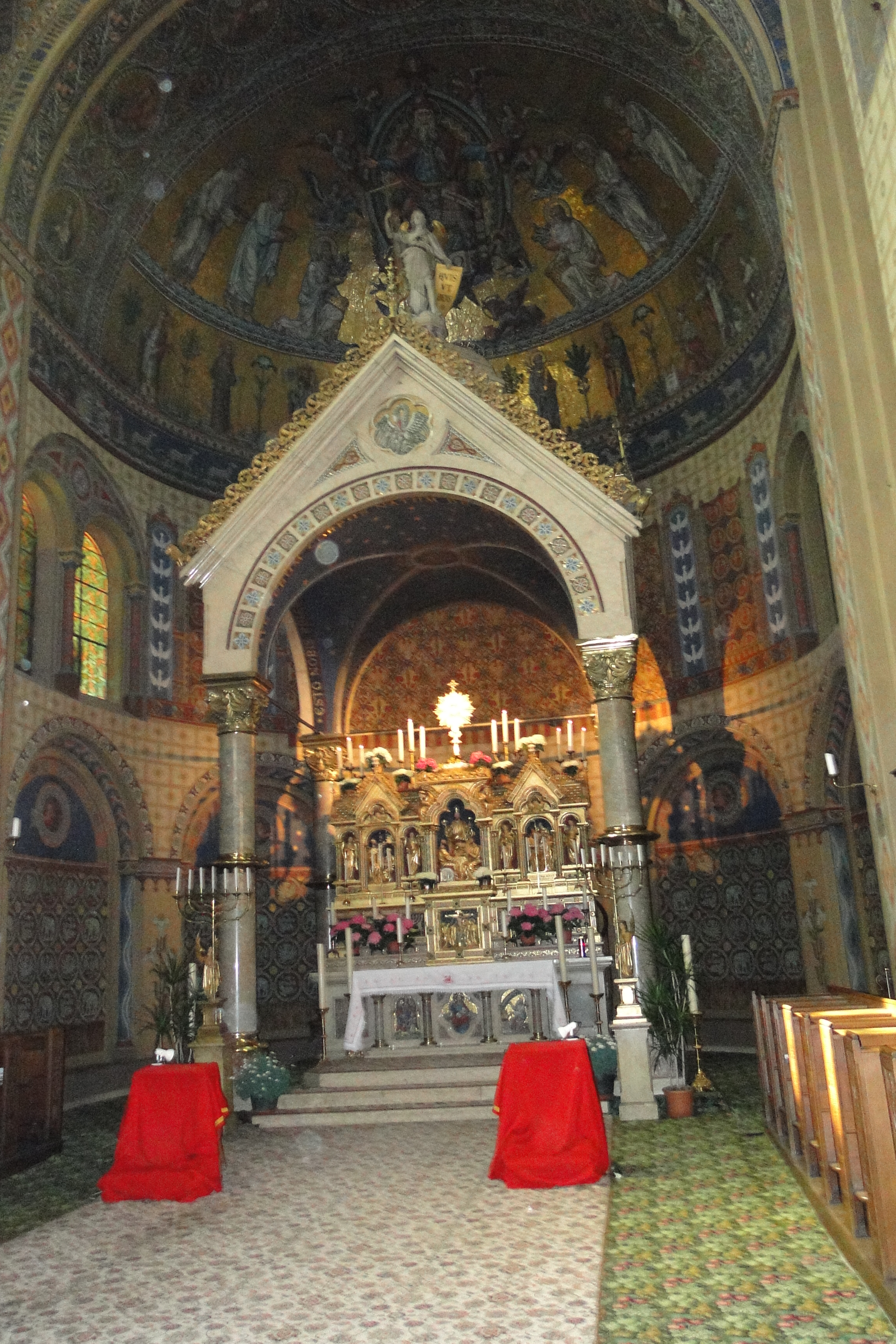

## Source
- (it) Cet article est partiellement ou en totalité issu de l’article de Wikipédia en italien intitulé « Chiesa del Sacro Cuore (Bolzano) » (voir la liste des auteurs).